# Rosyjskie drużyny oficerskie na Ukrainie
Rosyjskie drużyny oficerskie na Ukrainie – ochotnicze oddziały wojskowe złożone z rosyjskich oficerów w armii Hetmanatu pod koniec 1918 r.
Po przejęciu władzy na Ukrainie przez hetmana Pawło Skoropadskiego pod koniec kwietnia 1918 r., w różnych miastach, a zwłaszcza w Kijowie, zebrały się duże ilości oficerów b. armii carskiej, którzy zbiegli z terenów zajętych przez bolszewików. Do lata 1918 r. w Kijowie znalazło się ok. 50 tys. oficerów, w Odessie – ok. 20 tys., w Charkowie – ok. 12 tys., w Jekaterynosławiu – ok. 8 tys. W Charkowie powstała organizacja oficerska, która sformowała batalion, liczący ok. 1 tys. ludzi. W rezerwie pozostawało ok. 2 tys. oficerów. W Kijowie z tamtejszych oficerów rozpoczęto formowanie Specjalnego Korpusu gen. Bujwida i Mieszanego Korpusu gen. Lwa N. Kipriczewa Gwardii Narodowej. W poszczególnych miastach powstawały drużyny oficerskie (np. Ochotniczy Starobielski Oddział Oficerski). Największa drużyna w sile pułku piechoty istniała w Kijowie. Wchodziły one w skład sił zbrojnych Hetmanatu na zasadzie oddziałów sojuszniczych. Pełniły zadania ochronne, ale faktycznie ich rolą była samoobrona. Po wybuchu powstania petlurowskiego w poł. listopada, tworzenie obu korpusów zostało przyśpieszone. Hetman zdawał sobie sprawę, że jedynie jednostki wojskowe złożone z Rosjan są realną siłą bojową mogącą stawić opór oddziałom atamana Semena Petlury. Pawło Skoropadski próbował też nawiązać kontakt z dowództwem Armii Ochotniczej gen. Antona I. Denikina. Wszystkie te działania zakończyły się jednak niepowodzeniem, gdyż drużyny oficerskie osiągnęły liczebność jedynie ok. 6–8 tys. rosyjskich oficerów. Zdecydowana większość Rosjan pozostała wroga wobec władz Hetmanatu. Na czele oddziałów rosyjskich w armii Hetmanatu 5 listopada 1918 r. stanął początkowo książę gen. Fiodor Arturowicz Keller, ale wobec niesubordynacji zastąpił go 26 listopada książę gen. Aleksandr N. Dołgorukow. Stosunki rosyjskich oficerów z ostatnim były jednak złe, a pogorszyły się jeszcze bardziej po aresztowaniu w Kijowie przedstawiciela Armii Ochotniczej gen. Piotra N. Łomnowskiego, który wydał rozkaz podporządkowania się rosyjskich drużyn oficerskich Białym. Po zdobyciu Kijowa przez petlurowców pod koniec grudnia 1918 r., do niewoli dostało się ok. 500 oficerów. Podczas walk zginęło ok. 400 Rosjan. Do jeńców Ukraińcy dołączyli oficerów wziętych do niewoli na Połtawszczyźnie i Czernichowszczyźnie. Część oficerów, którzy mogli powołać się na obce obywatelstwo, a także Kozacy i Ukraińcy, została zwolniona. Około 450 jeńców zostało wywiezionych do Niemiec. W rejonie Połtawy poddania się wojskom petlurowskim odmówili żołnierze zorganizowanego przez oficerów Samodzielnego Połtawskiego Batalionu Ochotniczego, do których dołączyli oficerowie Samodzielnego Korpusu na czele z ppłk. Korolkowym i kadrami 34 Sewskiego Pułku Piechoty pod dowództwem płk. S.M. Ratmanowa. Postanowiono przebić się w kierunku Krzemieńczuka. Jednakże część oddziałów płk. S.M. Ratmanowa skapitulowała przed Niemcami, zaś pozostali 22 grudnia postanowili samodzielnie przebijać się w kierunku Odessy. W tej sytuacji rozpoczęto rozmowy z petlurowcami, w wyniku czego 27 grudnia Rosjanie poddali się Ukraińcom. Część z nich została rozstrzelanych, zaś pozostali byli wywiezieni do Niemiec, gdzie osadzono ich w obozach dla internowanych.